# Alexander Keck
Alexander Keck  (* 6. Januar 1724 in Aschaffenburg; † 16. November 1804 in Mannheim) war ein deutscher Jesuit, Pädagoge und Musiker.

## Leben und Wirken
Alexander Keck stammte aus Aschaffenburg, wurde 1740 Jesuit und wirkte als Lehrer bzw. Musiklehrer an verschiedenen Schulen seines Ordens, zuletzt und am längsten in Mannheim. Eine in Heidelberg erschienene Dissertation von 1751, unter dem Titel „Credibilitas Religionis Romano-Catholica Brevi Dissertatione Proposita“, ist erhalten.

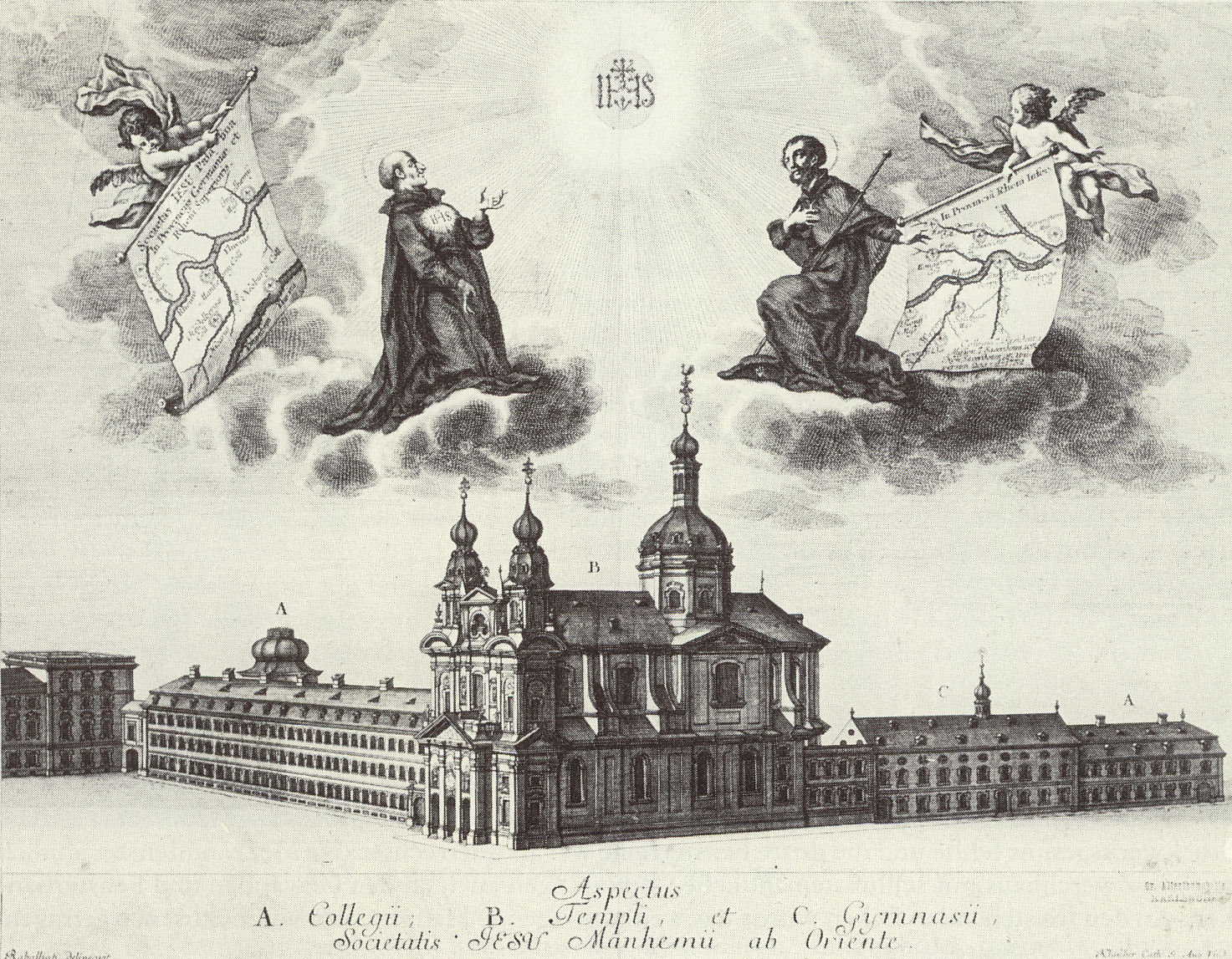
Historische Ansicht von Mannheim, 1753. Von links nach rechts: Mannheimer Schloss (Nordostecke), Jesuitenkolleg (Buchstabe „A“), Große Hofkirche (Buchstabe „B“), Jesuitengymnasium (Buchstabe „C“)

Zusammen mit dem Pfälzer Kurfürsten Karl III. Philipp kamen die Jesuiten 1720 nach Mannheim. Der Herrscher ließ das Mannheimer Schloss erbauen, dem das Jesuitenkolleg und die Große Hofkirche (Jesuitenkirche) angegliedert wurden. Der Orden betrieb dort auch eine Lehranstalt, das katholische Gymnasium.
Auf Wunsch von Kurfürst Karl Theodor schloss man dem Mannheimer Jesuitengymnasium 1756 das „Seminarium musicum“ an. Hier sollten auf kurfürstlichen Befehl „eine erkleckliche Anzahl von Studenten und in der Musik sich übenden Jugend“ aufgenommen und „in guten Sitten, anständigen Künsten, sonderlich in der Instrumental- sowohl als Vokalmusik unterrichtet“ werden. Man könnte das Institut als Vorläufer der heutigen Musikklassen an Gymnasien ansehen. Zum Leiter bestimmte man bei der Gründung den musikalisch ausgebildeten Pater Alexander Keck, der über die Auflösung seines Ordens hinaus, bis zum Ende des Musikseminars, in dieser Position blieb.
Am 21. August 1773 hob Papst Clemens XIV. mit der Bulle „Dominus ac redemptor noster“ den Jesuitenorden auf. Da er in der Kurpfalz sehr verdienstvoll in der Seelsorge wirkte, Lehrstühle an der Heidelberger Universität innehatte, mehrere Schulen und die Sternwarte Mannheim betrieb, versuchte Kurfürst Karl Theodor die Aufhebung möglichst hinauszuzögern. Er forderte zunächst die schriftliche Zustellung der Aufhebungsbulle und ermöglichte den bisherigen Jesuiten danach das weitere Wirken auf ihren Posten, als Weltgeistliche. Gleichzeitig suchte er nach einer Kongregation, die ihre rechtliche Nachfolge antreten sollte. Hierbei entschied er sich für den von St. Vinzenz von Paul gegründeten Lazaristenorden und verfügte zum 7. November 1781 an ihn die Übertragung sämtlicher Besitztümer und Rechte der bisherigen Jesuiten. Ausdrücklich hieß es dabei, dass das Seminarium musicum in Mannheim nach dessen Stiftungszweck und Verfassung weiterzuführen sei. Wegen der politischen Verhältnisse verließen die Lazaristen 1796 wieder das Land und beendeten ihre Arbeit in der Kurpfalz.
Alexander Keck blieb auch nach der Auflösung des Jesuitenordens, dann unter dem Lazaristenorden und schließlich über dessen Weggang hinaus, der Leiter des Mannheimer Seminarium musicum. 1801 wurde es endgültig geschlossen. Pater Keck betrieb bis zu seinem Tod im Jahre 1804 dort ein Nachfolgeinstitut mit dem Namen „Aloysianisches Seminar“, in dem er versuchte, die Tradition des Jesuitengymnasiums, verbunden mit Musikausbildung, weiterzuführen.
Neben seiner Lehrtätigkeit fungierte Keck auch als Musikdirektor der Mannheimer Jesuitenkirche (Große Hofkirche). Einer seiner bekanntesten Mitarbeiter wurde Paul Wineberger (1758–1821), der von 1778 bis 1780 als Lehrer am Musikseminar und Organist an der Hofkirche wirkte. Berühmtester Schüler Alexander Kecks war der Komponist Joseph Martin Kraus (1756–1792), über den er sagte, er sei einer der besten und geschicktesten Eleven die er jemalen hatte. Kraus komponierte zu seinen Ehren eine Jubiläumsmesse. Auch der Priester Karl Klein (1769–1824) genoss seine musikalische Ausbildung unter Alexander Keck. Laut Samuel Baur (1768–1832) gehörten zudem der Komponist Georg Joseph Vogler (1749–1814) und der Sänger Johann Georg Gern (1757–1830) zu seinen Schülern.
Alexander Keck wurde 1792 aus theologischen Gründen von Johann Peter Arnold Mathy (1755–1825), in der Schrift „Friede mit Alexander Keck und Fehde mit dem Teufel“, scharf angegriffen. Arnold Mathy, der Vater des badischen Ministers Karl Mathy,  war ein liberaler katholischer Geistlicher, der 1805 zum Protestantismus übertrat und heiratete. Keck hatte an den von Mathy in Mannheim gehaltenen Fastenpredigten Anstoß genommen.